# Landtags- und Gemeinderatswahl in Wien 1996
- SPÖ: 43
- GRÜNE: 7
- LIF: 6
- ÖVP: 15
- FPÖ: 29

Die Landtags- und Gemeinderatswahl in Wien 1996 wurde am 13. Oktober 1996 durchgeführt, wobei die Sozialdemokratische Partei Österreichs (SPÖ) als großer Wahlverlierer aus der Wahl hervorging. Die SPÖ verlor 8,7 %-Pkte und büßte mit 39,2 %, nachdem sie 1991 bereits ihre absolute Stimmenmehrheit verloren hatte, auch ihre absolute Mandatsmehrheit ein. Die SPÖ verlor neun Mandate und stellte in der Folge nur noch 43 der insgesamt 100 Mitglieder des Landtags und Gemeinderats, was ihr schlechtestes Ergebnis bei einer Landtags- und Gemeinderatswahl in Wien bedeutete. Von den Verlusten der SPÖ profitierte vor allem die Freiheitliche Partei Österreichs (FPÖ), die 5,4 %-Pkte gewann und mit 27,9 % ihr bestes Wahlergebnis in Wien verbuchen konnte. Die Stimmengewinne verhalfen der FPÖ zudem zum Gewinn von sechs Mandaten, womit sie insgesamt 29 Mandate erreichte. Die Österreichische Volkspartei (ÖVP) musste nach den massiven Verlusten 1991 erneut Stimmenanteile abgeben und erreichte mit 15,3 % das bisher schlechteste Wahlergebnis ihrer Geschichte in Wien. Die ÖVP verlor 2,8 %-Pkte und drei Mandate und stellte in der Folge nur noch 15 Abgeordnete. Auch Die Grünen Wien (GRÜNE) mussten 1,1 %-Pkte ihres Stimmenanteils abgeben, konnten jedoch mit 7,9 % ihre bisherigen sieben Mandate halten. Die Grünen verloren dabei auch vor allem durch das erstmalige Antreten des Liberalen Forums, das die Grünen mit 8,0 % knapp schlagen konnte, jedoch nur sechs Mandate erreichte. Alle übrigen Listen scheiterten klar am Einzug in den Landtag.
Der Wiener Landtag und Gemeinderat der 16. Wahlperiode konstituierte sich in der Folge am 29. November 1996 und wählte die Landesregierung Häupl II.

## Ergebnisse
|                                                        | Ergebnisse 1996  | Ergebnisse 1996  | Ergebnisse 1996  | Ergebnisse 1991  | Ergebnisse 1991  | Ergebnisse 1991  | Differenzen   | Differenzen   | Differenzen   |
| ------------------------------------------------------ | ---------------- | ---------------- | ---------------- | ---------------- | ---------------- | ---------------- | ------------- | ------------- | ------------- |
| Wahlberechtigte                                        | 1.099.234        | 1.099.234        | 1.099.234        | 1.125.058        | 1.125.058        | 1.125.058        | - 25.824      | - 25.824      | - 25.824      |
| Wahlbeteiligung                                        | 68,46 %          | 68,46 %          | 68,46 %          | 65,42 %          | 65,42 %          | 65,42 %          | + 3,04 %-Pkte | + 3,04 %-Pkte | + 3,04 %-Pkte |
|                                                        | Stimmen          | %                | Mand.            | Stimmen          | %                | Mand.            | Stimmen       | %-Pkte        | Mand.         |
| Abgegebene Stimmen                                     | 752.484          |                  |                  | 735.990          |                  |                  | + 16.494      |               |               |
| Ungültig                                               | 14.635           | 1,94 %           |                  | 17.684           | 2,40 %           |                  | − 3.049       | − 0,46        |               |
| Gültig                                                 | 737.849          | 98,06 %          |                  | 718.306          | 97,60 %          |                  | + 20.305      | + 0,46        |               |
| Partei                                                 |                  |                  |                  |                  |                  |                  |               |               |               |
| Sozialdemokratische Partei Österreichs (SPÖ)           | 288.868          | 39,15 %          | 43               | 343.403          | 47,81 %          | 52               | − 54.535      | − 8,66        | − 9           |
| Freiheitliche Partei Österreichs (FPÖ)                 | 206.122          | 27,94 %          | 29               | 161.904          | 22,54 %          | 23               | + 44.218      | + 5,40        | + 6           |
| Österreichische Volkspartei (ÖVP)                      | 112.616          | 15,26 %          | 15               | 129.678          | 18,05 %          | 18               | − 17.062      | − 2,79        | − 3           |
| Die Grünen Wien (Grüne)                                | 58.620           | 7,94 %           | 7                | 65.245           | 9,08 %           | 7                | − 6.625       | − 1,14        | ± 0           |
| Liberales Forum (LIF)                                  | 58.666           | 7,95 %           | 6                | nicht kandidiert | nicht kandidiert | nicht kandidiert | + 58.666      | + 7,95        | + 6           |
| Die Neutralen (N)                                      | 7.514            | 1,02 %           | 0                | nicht kandidiert | nicht kandidiert | nicht kandidiert | + 7.514       | + 1,02        | ± 0           |
| Bewegung Rotes Wien (BRW)                              | 4.202            | 0,57 %           | 0                | 4.598            | 0,64 %           | 0                | − 396         | − 0,07        | ± 0           |
| Donaustadt-Partei (DP)                                 | 899              | 0,12 %           | 0                | nicht kandidiert | nicht kandidiert | nicht kandidiert | + 899         | + 0,12        | ± 0           |
| Bürgerliche Grüne Österreichs (BGÖ)                    | 167              | 0,02 %           | 0                | nicht kandidiert | nicht kandidiert | nicht kandidiert | + 167         | + 0,02        | ± 0           |
| Österreichische Naturgesetzpartei (ÖNP)                | 112              | 0,02 %           | 0                | nicht kandidiert | nicht kandidiert | nicht kandidiert | + 112         | + 0,02        | ± 0           |
| Freie Demokraten Wien (FDW)                            | 63               | 0,01 %           | 0                | nicht kandidiert | nicht kandidiert | nicht kandidiert | + 63          | + 0,01        | ± 0           |
| Vereinte Grüne Österreichs (VGÖ)                       | nicht kandidiert | nicht kandidiert | nicht kandidiert | 13.035           | 1,81 %           | 0                | − 13.035      | − 1,81        | ± 0           |
| SOS – Bürgerprotestliste „Das Boot ist übervoll“ (SOS) | nicht kandidiert | nicht kandidiert | nicht kandidiert | 443              | 0,06 %           | 0                | − 443         | − 0,06        | ± 0           |
| Gesamt                                                 | 737.849          | 100,00 %         | 100              | 718.306          | 100,00 %         | 100              | + 19.543      |               |               |